# Gherardo Nerucci
Gherardo Nerucci (Pistoia, 18 maggio 1828 – Montale, 30 dicembre 1906) è stato un avvocato e storico italiano.

## Biografia

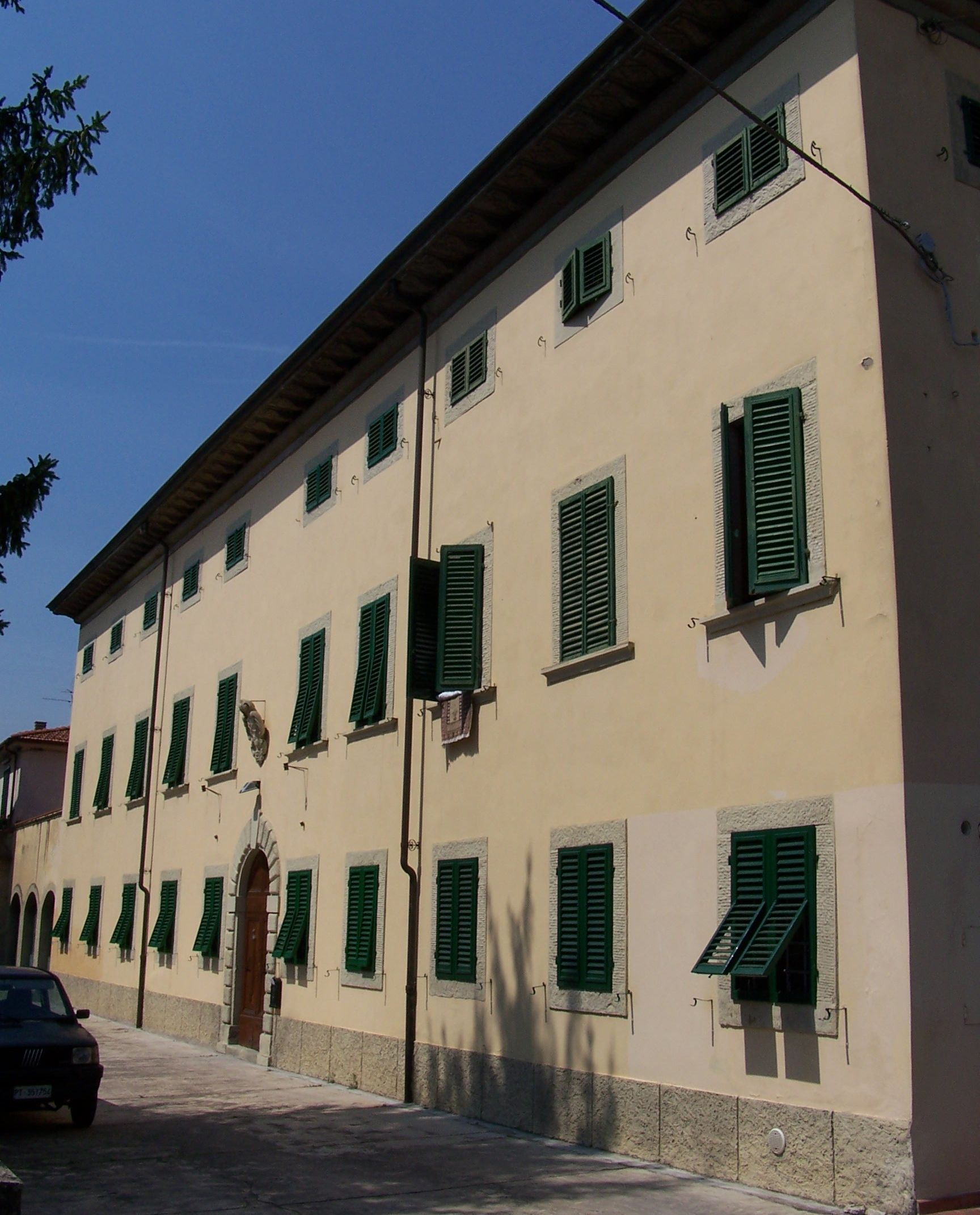
Villa Màlcalo, nei pressi della cittadina di Montale.

Gherardo Nerucci nacque a Pistoia il 18 maggio 1828 da Ferdinando Nerucci, funzionario di dogana e proveniente da una famiglia nobile montalese, e da Elisabetta dei marchesi Niccolini di Firenze, nipote del drammaturgo Giovanni Battista Niccolini. Abitò nella grande villa prospiciente l'ospedale del Ceppo fino al 1844.
Nel 1837 studiò insieme a suo fratello Neruccio presso Giuseppe Tigri.
Nel 1844 si iscrisse ai corsi di Diritto civile, Diritto canonico e Criminale all'Università di Pisa, dove entrò in contatto con alcuni studenti greci, dai quali imparò la lingua greca, sia antica che moderna, e attingendo dal loro panellenismo, iniziò ad appassionarsi agli ideali patriottici del Risorgimento. Nel 1845 fondò una società letteraria che venne trasformata in Società di Ginnastica.
Nel 1848 partì con il Battaglione di guerra universitario composto dagli studenti dell'Università di Pisa e partecipò alla battaglia di Curtatone e Montanara.
Nel 1849, tornato all'Università di Pisa, conseguì la laurea il 22 maggio e iniziò la pratica di avvocato a Roma, presso lo studio legale Piacentini Rinaldi. A Roma conoscerà Domenico Comparetti con il quale stringerà una solida amicizia, ed entrerà in contatto con l'orientalista Fausto Lasinio e Alessandro D'Ancona.
Nel 1858 iniziò a collaborare a la Lo scaramuccia e alla rivista Carlo Goldoni.
Nel 1859 partecipò alla sollevazione contro il Granduca Leopoldo II.

Collaborò saltuariamente alle riviste l'Imparziale fiorentino, La Gioventù e altre minori. Si dedicò alle prime ricerche sul folclore e insegnò nel Ginnasio di Pistoia e anche alla scuola rurale da lui promossa a Montale.
Massone, fu membro della loggia pistoiese Ferruccio del Grande Oriente d'Italia, della quale fu il deputato all'Assemblea generale del 1863 a Firenze.
Nel 1871 si sposò con l'inglese Fanny Carolina Chambers e si ritirò nella villa di campagna rinunciando dal 1873 all'insegnamento. Continuò a raccogliere curiosità storiche e folkloristiche e i testi di novelle.
Nel 1875 Nerucci soffrì di un grave lutto con la morte per difterite del primo figlio di soli tre anni. Entrò in quel periodo in contatto con Vittorio Imbriani, Domenico Comparetti e Giuseppe Pitrè. Dopo la morte del secondo figlio si isolò nella villa di Màlcalo, presso Montale, dove morì il 30 dicembre 1906.
È sepolto insieme alla moglie ed al figlio Ratclif nel cimitero degli Allori in Firenze.
La sua raccolta più celebre, Sessanta novelle popolari montalesi, frutto degli interessi folklorici, costituì una fonte importante per Italo Calvino, che nel 1956 ne adattò sedici novelle per le Fiabe italiane. Lo scrittore sanremese elogiò lo stile e la lingua del Nerucci, parlando per il montalese di «straordinaria facilità verbale».

## Opere

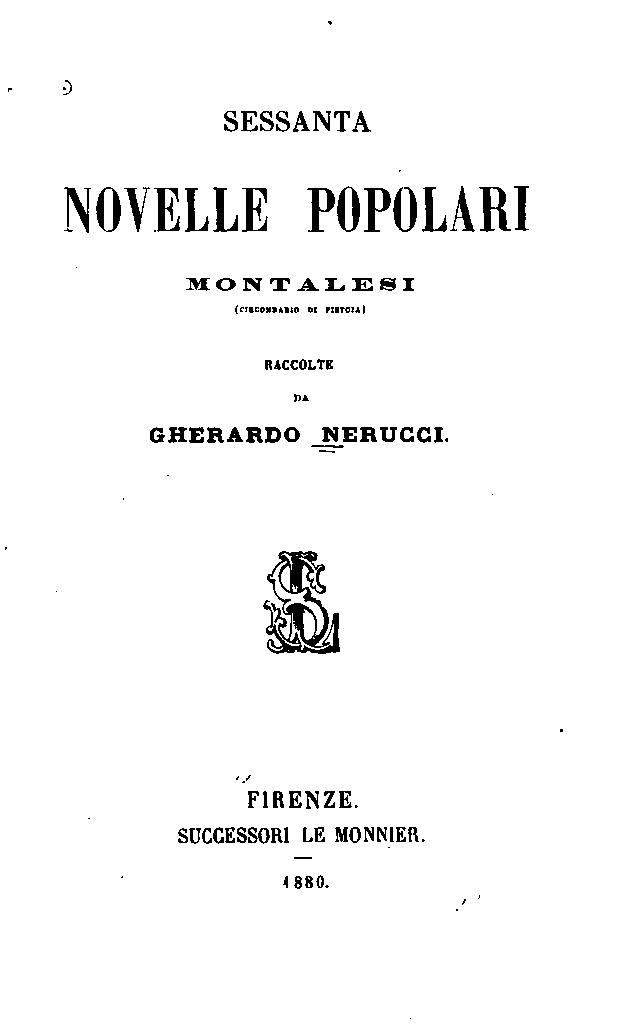
Frontespizio della prima edizione delle Sessanta novelle popolari montalesi (1880).

- 1859 La critica e il teatro comico italiano moderno in relazione allo stato politico attuale, Firenze, Niccolai
- 1862 La pronunzia della lingua greca, Firenze, Le Monnier
- 1862 Intorno al linguaggio umano e alle principali sue forme, Firenze, Tip. Galileiana
- 1862 La cometa nel sogno di Bronte ciclope. Satira politico-morale-allegorica del tempo in corso, Pistoia, Bracali
- 1863 (trad.) Esopo Frigio. Cento favole scelte con note, Prato, Aldina
- 1863 Tavole sinottiche dell'oratoria, Pistoia, Tip. Cino
- 1864 L'uomo alla moda, Firenze, Stamp. Logge del Grano
- 1864 (trad.) Friedrich Max Müller Lettere sopra la scienza del linguaggio, Milano, Daelli
- 1865 Saggio di uno studio sopra i parlari vernacoli della Toscana, Milano, G. Fajini e Comp. Editori, 1865, ripubblicata da A.Forni 1979
- 1867 (trad.) Anacreonte Teio: le Odi, Pistoia, Tip. Carducci
- 1868 Della lingua italiana. Ragionamenti due, in occasione della teoria manzoniana, Venezia, Grimaldo
- 1871 (trad.) Friedrich Max Müller Nuove letture, Milano, Fratelli Treves
- 1873 Giuseppe Giusti e la sua satira, Firenze, Tip. Dell'Associazione
- 1877 (trad.) Isocrate Consigli a Demonico, Prato, Aldina
- 1880 Sessanta novelle popolari montalesi Firenze, Successori Le Monnier, ripubblicata nel 1977 BUR Rizzoli.
- 1881 Cincelle da bambini, in nella stietta parlatura rùstica di Montale Pistolese, Pistoia, Rossetti
- 1891 Ricordi storici del battaglione universitario toscano, Prato, Giachetti
- 1899 (trad.) R. Whately Elementi di retorica, Pistoia, Tip. del Popolo
- 1900 Lettere famigliari inedite e quasi inedite di G.B.Nicolini, Pistoia, Niccolai
- 1902 La Porzia Rossi madre di T.Tasso, Prato, Salvi